# ألدن مارين
ألدن مارين (بالإنجليزية: Alden Marin)‏ هو رسام أمريكي، ولد في 4 أغسطس 1956 في غرينيتش في الولايات المتحدة.